# CIFA-FM
Pour les articles homonymes, voir CIFA.
CIFA-FM est une station de radio communautaire de langue française située à Comeauville, près de Clare dans la région du sud-ouest de la Nouvelle-Écosse où l'on retrouve 13 000 francophones, et diffusant sur la bande FM à la fréquence 104,1 MHz.
Elle possède un studio satellite à Tusket.

## Historique
Après l'obtention de sa licence de diffusion du CRTC en 1989, elle commence à diffuser le 28 septembre 1990. Plusieurs talents de la communauté ont été découverts.
Grâce à l'implication d’une cinquantaine de bénévoles et de ses sept employés, CIFA-FM offre à son auditoire une programmation locale hebdomadaire variée de 110 heures. On y retrouve la chanson populaire, le jazz, le classique et autres styles. De plus, elle offre la chance aux auditeurs de s'exprimer par le biais de tribunes téléphoniques et propose également un contenu éducatif destiné aux enfants.
La station compte plus de 300 membres. L'écoute de stations communautaires dans d'autres marchés comparables permet d'estimer qu'entre 8 000 et 9 000 auditeurs syntonisent CIFA FM 104,1.

## Partenariats
CIFA FM est membre de l'Alliance des radios communautaires du Canada ainsi que de l'Association des radios communautaires en Atlantique. De plus, elle collabore à la programmation du Réseau francophone d'Amérique.